# Clausocalanus pergens
Clausocalanus pergens är en kräftdjursart som beskrevs av Farran 1926. Clausocalanus pergens ingår i släktet Clausocalanus och familjen Clausocalanidae. Inga underarter finns listade i Catalogue of Life.